# Caravela
Caravela è un settore della Guinea-Bissau facente parte della regione di Bolama, in Africa occidentale.
Il territorio del settore comprende l'isola omonima ed alcune isole minori nell'arcipelago delle Isole Bijagos.